# 蒙塔泽勒
蒙塔泽勒（法語：Montazels，法語發音：[mɔ̃tazɛl] ⓘ）是法国奥德省的一个市镇，属于利穆区。

## 地理
蒙塔泽勒（42°57'0"N, 2°15'0"E）面积4.39 平方千米，位于法国奧克西塔尼大區奥德省，该省份为法国南部沿海省份，北起塔恩省，西北接上加龙省，西接阿列日省，南至东比利牛斯省，东临地中海，东北与埃罗省接壤。
与蒙塔泽勒接壤的市镇（或旧市镇、城区）包括：阿莱特莱班、昂蒂尼亚克、库伊扎、埃斯佩拉扎、奥德河畔吕克。

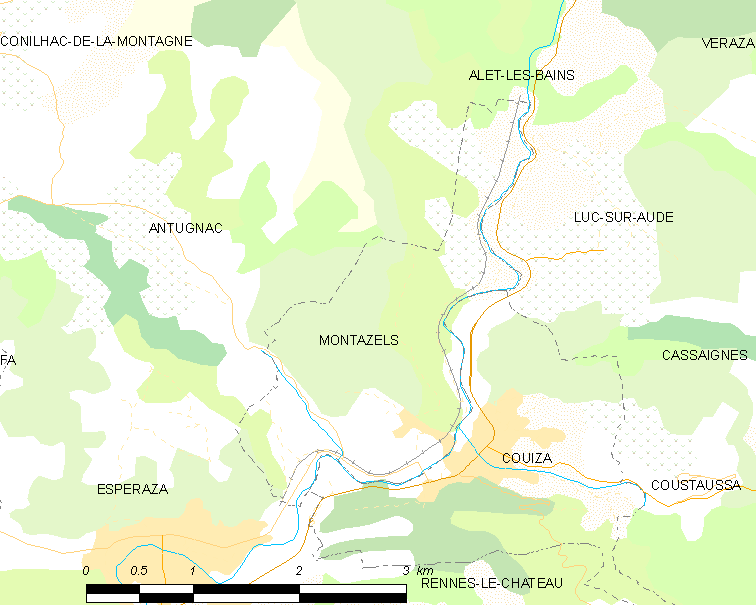
蒙塔泽勒的OSM定位图

蒙塔泽勒的时区为UTC+01:00、UTC+02:00（夏令时）。

## 行政
蒙塔泽勒的邮政编码为11190，INSEE市镇编码为11240。

## 政治
蒙塔泽勒所属的省级选区为上奥德河谷县。

## 人口

1962-2008年间蒙塔泽勒人口变化图示

蒙塔泽勒于2022年1月1日时的人口数量为537人。